# Франциск Корнеліс Дондерс
Франц́иск Корн́еліс Д́ондерс (нід. Franciscus Cornelis Donders) (27 травня 1818, Тілбург — 24 березня 1889, Утрехт) — нідерландський фізіолог і офтальмолог, піонер у галузі оптики, офтальмології та експериментальної когнітивної психології.

## Родина
Франциск Дондерс походив з католицької родини купця Яна Франциска Дондерса (1755—1819) та його дружини Агнес Елізабет Клари Хег (1781—1853), які проживали у місті Тілбург. Франциск мав 8 сестер і був наймолодшим серед них. Його батько був успішним торговцем, цікавився хімією, музикою та літературою. Коли Франциску було майже півтора року, його батько помер. Дальше його вихованням займалася лише мати.

## Освіта
Як єдиний син у сім'ї, Франциск був дещо розпещений, тому у віці семи років мати відправила його на навчання в школу-інтернат у Дуйзел (село поблизу Тілбурга). До одинадцяти років він навчався в пансіоні, а потім до свого тринадцятиріччя його персонально вчив засновник і директор школи Теодор Ігнатій Панкен. Під час навчання в школі Франциск привернув увагу своїм непересічним талантом, так що в одинадцять років зміг отримати посаду вчителя в місцевій школі, заощаджуючи таким чином кошти на навчання.
Спочатку його мати хотіла щоб він здобув релігійну освіту і став католицьким священиком, але ця ідея відпала під час Бельгійської революції 1830 року. 1831 року Франциск повернувся у Тілбург і пішов до французької школи, а звідти перейшов до латинської школи в Боксмері. Навчання в школі проводилося латиною під патронатом кармелітів, і школярів готували до релігійної служби чи навчання в університеті. Навчання у школі залишало багато вільного часу, який Франциск Дондерс заповнював пішохідними прогулянками вздовж берегів Маасу, полюванням, рибалкою, грою на скрипці. Пізніше він зазначав у своїх публікаціях, що в цей період мало дізнався про грецьку та латинську мови, нідерландську літературу, але тоді у нього розвинувся інтерес до природничих наук.
Очевидно це спонукало його в 1835 році вступити до Утрехтського університету і стати учнем військово-медичної школи та пізніше студентом медичного факультету. Під час навчання він виявив свою схильність до експериментальних досліджень, зокрема в галузі хімії. Після завершення навчання в університеті в 1840 році він отримав звання медичного офіцера та посаду гарнізонного лікаря у Вліссінгені
.

## Фахова, викладацька й наукова діяльність
13 жовтня 1840 року Франциск Дондерс отримав науковий ступінь доктора медицини, захистивши в Лейденському університеті дисертацію під назвою «Dissertatio inauguralis sistens observationes anatomico-pathologicas de centro nervoso» про два випадки менінгіту, пов'язаного зі спинномозковою рідиною. У 1841 році його перевели служити військовим лікарем до Гааги, де він зробив собі ім'я завдяки публікаціям у медичному журналі Boerhaave. У той час він також розширив свої знання в галузі літератури та мистецтва.
1842 року він був призначений лектором анатомії, фізіології та гістології у військово-медичній школі при Утрехтському університеті. Набуті знання та досвід дозволили йому розпочати власну наукову роботу.
Тут Франциск Дондерс разом з Геррітом Яном Мюлдером і Пітером Гартінґом заклав основи гістохімії і зарекомендував себе як один із головних захисників нової теорії Шванна і Шлейдена, згідно з якою клітина є фундаментальним складником усіх живих тканин. Тут він також зробив свої перші експерименти з рухом людського ока, що зробило його піонером сучасної офтальмології. У 1844 році він виступив на конференції про тепло тварин, де продемонстрував, що терморегуляція спрямована не стільки на виробництво тепла для тіла, скільки на охолодження шкіри. Стаття на цю тему була опублікована в 1845 році, також містила дуже точне визначення принципу збереження енергії.
15 жовтня 1847 року Дондерс був призначений екстраординарним професором Утрехтського університету. Його інавгураційна лекція мала назву «Про гармонію життя тварин, відкриваючи нові закони» (нід. De harmonie van het dierlijke leven. De openbaring van wetten).
Він сам обрав навчальні дисципліни, які би хотів читати студентам: судову медицину, антропологію, загальну біологію і офтальмологію. У цей час його більше цікавила біологія та фізіологія. Офтальмологію він вибрав тому, що потребував засобів для утримання сім'ї. З цієї причини він взявся перекладати з німецької мови знаменитий трактат з офтальмології німецького офтальмолога Теодора Рюте, в якому його особливо зацікавила фізіологія зору. У своїй скромній лабораторії проводив досліди з обертанням ока, вивчаючи ентоптичні явища.
1851 року Дондерс відвідав Всесвітню виставку в Лондоні. Під час тритижневого перебування в Лондоні він познайомився з двома видатними клініцистами того часу — немецьким хірургом-офтальмологом Альбрехтом фон Ґрефе та британським хірургом, лікарем-офтальмологом сером Вільямом Боуменом. Після спілкування з ними, натхненний новими науковими ідеями в офтальмології, Дондерс після повернення до Утрехту зайнявся теорією та практикою очних хвороб.
Його авторитет в університеті був настільки високим, що його обрали ректором університету на 1852—1853 роки.
3 лютого 1854 року його призначили повним професором з фізіології Утрехтського університету.

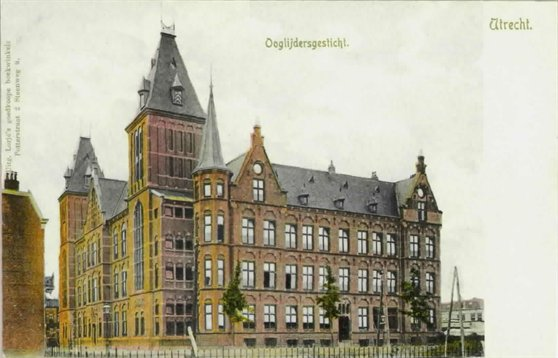
Лікарня Ooglijdersgasthuis на вул. Ф. К. Дондерса в Утрехті, 1904 рік

1858 року Дондерс разом з Германом Снелленом на пожертви заможних мешканців Утрехта заснував шпиталь на 40 ліжок для людей із вадами зору (нід. Nederlandsch Gasthuis voor behoeftigte en minvermogende ooglijders; скорочено: Ooglijdersgasthuis), який став практично-дослідницьким центром офтальмології зі світовим визнанням. Шпиталь одночасно функціонував як самостійний навчальний заклад, де Дондерс був директором до 1883 р. Зараз Ooglijdersgasthuis є частиною Університетського медичного центру (нід. Universitair Medisch Centrum (UMC )) Утрехтського університету.
Заради роботи в шпиталі Дондерс відмовився від запрошення до Боннського університету на посаду професора фізіології, яке надійшло від видатного німецького фізика, психолога і фізіолога професора Германа фон Гельмгольца. Наступні роки були дуже плідними для вченого. З 1858 по 1864 він опублікував цілу низку робіт з офтальмології, які стали класичними.
Після смерті його вчителя Шредера ван дер Колка в 1862 році він очолив кафедру фізіології. З часом (в 1866) для нього була створена нова фізіологічна лабораторія, устаткована за його вказівками.

### Внесок в офтальмологію
У своїй науковій діяльності Дондерс був перш за все офтальмологом. Свої перші експериманти з рухом людського ока він розпочав ще у військово-медичній школі при Утрехтському університеті сучасної офтальмології. А остаточно утвердився у виборі офтальмології, як напряму професійної діяльності, після спілкування з Альбрехтом фон Грефе та Вільямом Боуменом.
Його аналіз руху очей, застосування циліндричних і призматичних окулярів при аметропії, дослідження акомодації, аномалій рефракції ока, відмінностей між пресбіопією та гіперметропією, дальтонізму збагатили дотихчасові знання про функціонування ока і стали новаторськими внесками в дослідження зору:
- Дондерс започаткував корекцію астигматизму циліндричними лінзами[11]. При цьому він домагався, щоб окуляри, які відпускаються за рецептом, виготовляли офтальмологи, а не ремісники.
- Був одним із перших, хто за прикладом Боумена застосував у діагностиці ока офтальмоскоп, винайдений у 1851 році Германом фон Гельмгольцом.[12]
- 1863 році сконструював перший тонометр, прилад для вимірювання внутрішньоочного тиску.[13]
- 1864 року він опублікував монографію «Про аномалії акомодації та рефракції ока»[14], в 12 розділах якої були ґрунтовно описані характеристики лінз, аномалії рефракції, далекозорість і короткозорість, астигматизм, вади акомодації. Для кожного із дефектів зору запропоновані способи їх виправлення чи корекції.
- Сформулював закон, названий його прізвищем. Закон Дондерса, закон сталості орієнтування сітківки відносно зовнішнього простору, постулює, що кожне положення ока для будь-якого кута спостереження, горизонтального чи вертикального, знаходиться всередині орбіти обертання з точним центром на оптичній осі і що поворот очного яблука визначається відстанню предмета від середньої площини і лінії горизонту[15].
- Створив ідеалізовану модель оптики людського ока — «зменшене око».[16] Модель «зменшене око» заміняє кілька заломлюючих тіл ока (рогівку, кришталик, склоподібне тіло) ідеальною поверхнею розділу повітря/вода, яка розташована на відстані 20 мм від моделі сітківки. Цю спрощену модель ока використовують студенти-медики під час вивчення таких дефектів зору, як рефракції, короткозорість і далекозорість, а також офтальмологи для спрощення обчислень корекційних лінз.
- Важливе значення мали його дослідження глаукоми та її різновидів, переклади німецьких підручників з офтальмології нідерландською мовою.

### Внесок укогнітивну психологію
Ф. К. Дондерс став одним з піонерів запровадження метода ментальної хронометрії в когнітивній психології для визначення часу реакції організму на дію певного стимулу. Він припускав, що складний психічний процес складається з послідовності простих процесів, тривалість яких можна виміряти окремо шляхом порівняння часу реакції. Спираючись на дослідження Гельмгольца, Ф. Дондерс намагався підійти до фізіологічного аналізу психічних процесів за допомогою хронометричного експерименту. Він зайнявся виміром складних психічних актів, які включали процеси розрізнення і вибору відповідної реакції між двома або п'ятьма різними подразниками.
У своїх експериментах Дондерс вимірював час реакції за допомогою приєднання електрошоку до ноги випробовуваних. Вони максимально швидко реагували натисканням на кнопку (що підтверджувалося звуком), і ключ електротелеграфії показував, яка нога була під електрошоком. Він виявив, що прості реакції вимагають найменшого часу реакції, яка сповільнюється при додаткових розумових завданнях і потребує найбільше часу для виконання завдань з вибором.
У одному експерименті оцінювалися дві різні реакції на два різних сигнали, при цьому кожен раз випробуваний знав, який сигнал з'явиться і яку відповідь він повинен зробити. Цей тип реакції Ф. Дондерс позначив як А-реакція. У другому експерименті обидва сигнали подавалися у випадковому порядку. Час реакції збільшився на 66 мсек. Дондерс припускав, що додатковий час витрачався на уявлення і вибір потрібної реакції. Цей тип реакції, при якому відбувалося розрізнення одного або декількох сигналів і відповідно вибір однієї з двох або кількох відповідей, Дондерс назвав В-реакцією. Слід підкреслити, що в цьому експерименті Дондерс дійсно вимірював час складного психічного процесу, який забезпечує розрізнення сигналів і адекватний вибір відповідної реакції. Далі він спробував розділити акт розрізнення сигналу і вибір відповідної реакції з метою визначення часу кожного з них окремо. Він провів експеримент за методом «Go / No-Go» (метод виміру часу реакції, який пов'язаний з дією чи бездіяльністю). Випробуваному подавалися два або кілька сигналів, а реагувати потрібно було лише на один: при появі одного стимула обстежуваний має натиснути кнопку (сформувати відповідь на подразник), а на інший — не реагувати (загальмувати відповідь). У цьому експерименті час реакції виявився більшим від часу А-реакції і меншим від часу В-реакції. Такий тип реакції Ф. Дондерс позначив як С-реакцію, припускаючи, що тут має місце лише сенсорне розрізнення, а вибір відповідної реакції відсутній. Для різних методів використовувалися різні шаблони. Шаблон часу реакції a<c<b. Дондерс вчив, що c-a може дати тривалість розрізнення, а b-c може дати тривалість вибору.
Оцінюючи швидкість думки, Дондерс не бажав використовувати для вимірювання електромагнетизм. Він стверджував, що зі зміною інтенсивності змінюватимуться і результати. Замість цього він розглядав такі пристрої, як фонавтограф, щоб оцінити швидкість людської мови.

### Інші наукові здобутки
Ф. К. Дондерс був послідовником вчення Чарльза Дарвіна, підтримував контакти з Рудольфом Вірховом і противником дарвінізму Альбертом фон Келлікером.
Він проводив піонерські дослідження із застосуванням фонокардіографії, розрахував тривалість систоли серця, спостерігав за кровообігом у мозку.
Його ім'я добре відоме стоматологічній спільноті за назвою «простір Дондерса» (простір між спинкою язика та твердим піднебінням, коли нижня щелепа знаходиться в стані спокою).

### Редакторська і видавнича робота
З 1845 року Дондерс редагував медичний журнал Het Nederlandsch Lancet, якого вийшло дванадцять томів, нідерландський журнал з анатомічних і фізіологічних наук Holländischen Beiträge zu den anatomischen und physiologischen Wissenschaften (Дюссельдорф і Утрехт 1846—1848), часописи про нідерландський внесок в природничі науки й медицину: Beiträge zum Archiv für die Holländische Beiträge zur Natur- und Heilkunde (Утрехт 1858—1864, три томи), Ned. Archief voor Genees-en Natuurkunde (Утрехт, 1865—1869, п'ять томів) та Archiv für Ophthalmologie. Він також написав кілька статей до Archiv für Anatomie, Physiologie und wissenschaftliche Medicin Йоганнеса Петера Мюллера, до хірургічного журналу Zeitschrift der Chirurgie Луса Стромейєра та до офтальмологічного журналу Magazin der Augenheilkunde Теодора Рюте.

## Приватне життя
Після того, як 27 травня 1888 року Ф. К. Дондерсу виповнилося сімдесят років, відповідно до правових норм Нідерландів він звільнився з посади в університеті, і кафедру фізіології очолив його зять Теодор Вільгельм Енгельман, який був його асистентом в Утрехтському університеті.

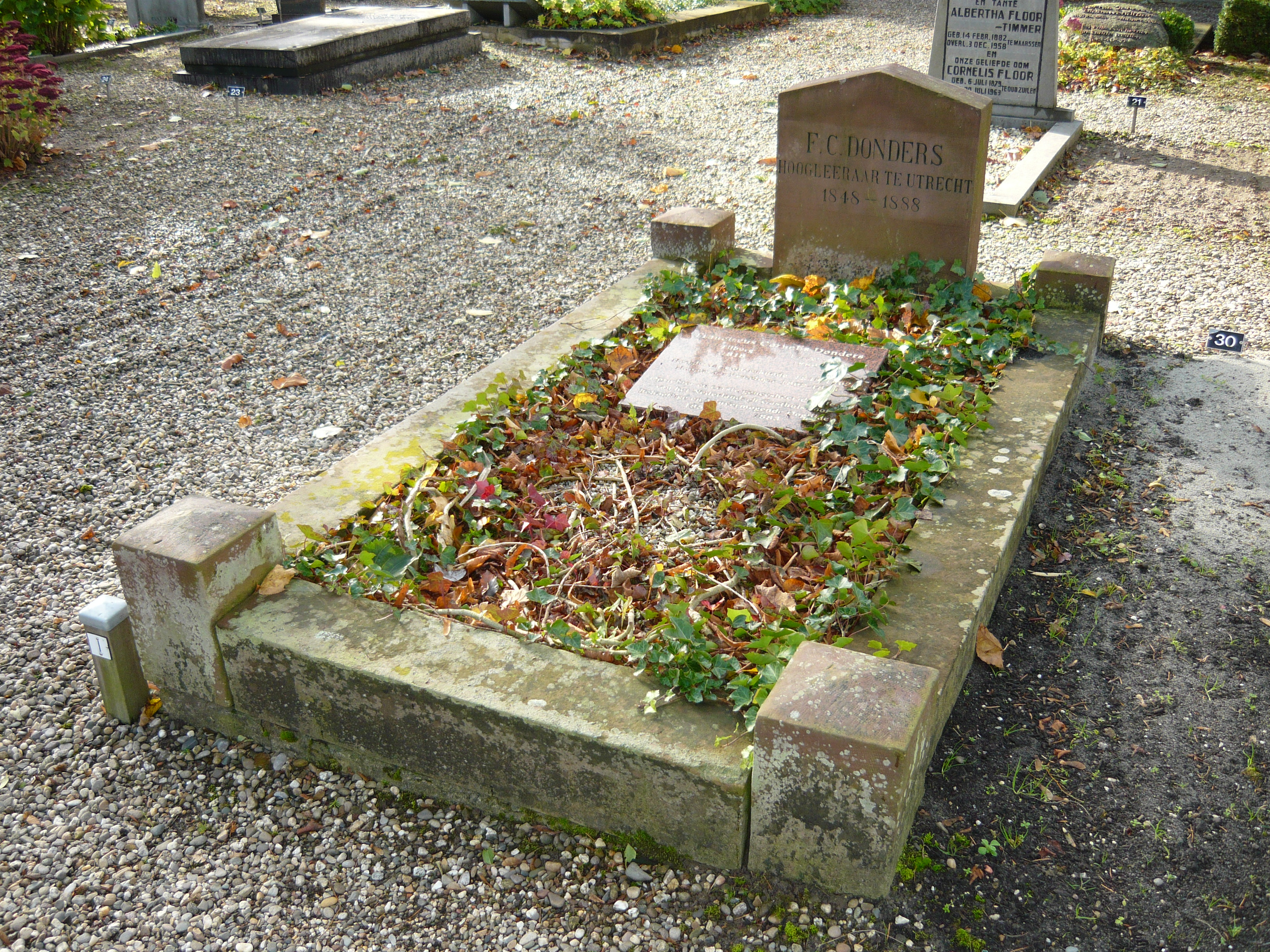
Могила Ф. К. Дондерса в Оуд-Зуйлен

Дондерс був двічі одружений. Його перший шлюб відбувся 24 липня 1845 року в Утрехті з Ернестіною Якобою Адельгейд Циммерман (1819—1886), дочкою лютеранського пастора Йоаннеса Декера Ціммермана та Фредеріки Доротеї Фортмейер. В шлюбі народилася дочка Марія Анна Терезія Дондерс (1846—1870), яка в 1869 році одружилася з Теодором Вільгельмом Енгельманом. Дочка померла в 1970 році під час пологів, народивши близнюків.. Вдруге Дондерс одружився після смерті першої дружини в 1888 році з художницею-портретисткою Абрахаміною Луїзою Губрехт (1855—1913). Цей шлюб залишився бездітним.
Невдовзі після звільнення з університету Дондерс переніс інсульт і помер 24 березня 1889 року. Похований в одній могилі зі своєю дружиною та дочкою на кладовищі в Оуд-Зуйлен — селі на річці Фехте, розташованому в голландській провінції Утрехт. Надгробок з червоного каменя з надписом «F.C. Donders, Hoogleeraar te Utrecht, 1848—1888» (Ф. К. Дондерс, Професор в Утрехті, 1848—1888).

## Визнання наукових заслуг

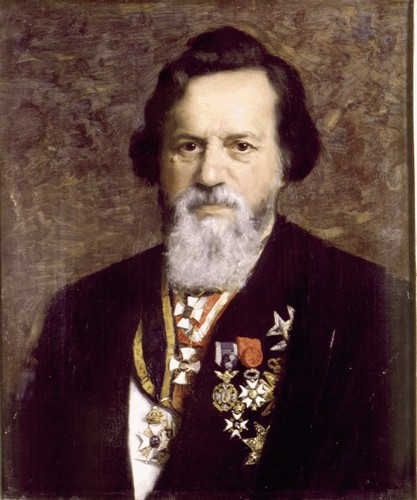
Портрет Ф. К. Дондерса в музеї Університету Утрехта

Визнанням наукових заслуг Ф. К. Дондерса стало обрання його в 1851 році членом Королівської Нідерландської академії мистецтв і наук, де він 1865 року до 1883 року очолював математично-природниче відділення. Він також був членом багатьох іноземних академій наук й товариств:
- Прусської академії наук;
- Геттінгенської академії наук;
- Шведської королівської академії наук;
- Американської академії мистецтв і наук;
- Французької академії наук;
- Національної академії деї Лінчеї;
- Австрійської академії наук;
- Баварської академії наук*
- Королівської медичної академії Бельгії
- Імператорської Санкт-Петербурзької Академії наук;
- Лондонського королівського товариства;
- Французької медичної академії;
- Королівського товариства Единбурга

На відзначення видатних наукових заслуг Ф. К. Дондерс був номінований Лицарем і пізніше Командором Ордена Нідерландського Лева, другого за статусом ордена Нідерландів, Лицарем Ордена Золотого Лева Нассау — ордена Оранської династії, який вручається королем Нідерландів, Лицарем шведського Ордена Полярної зірки, нагороджений італійським королем Умберто I Орденом Корони Італії.
1884 року Дондерс був відзначений медалю Boerhaave Королівського голландського наукового товариства (нід. Koninklijke Hollandsche Maatschappij der Wetenschappen) за видатні заслуги у фізіології.
Наділений даром красномовства та здібністю до мов Ф. К. Дондерс часто головував на наукових конгресах та конференціях. Зокрема, він був президентом двох Міжнародних конгресів з офтальмології — Четвертого, який відбувся в Лондоні (1872 рік), і Сьомого — в Гейдельберзі (1888 рік), Шостого Міжнародного медичного конгресу в Амстердамі (1879 рік) та віце-президентом Сьомого Міжнародного медичного конгресу в Лондоні (1881 рік). Був співзасновником і почесним головою Гейдельберзького німецького офтальмологічного товариства.

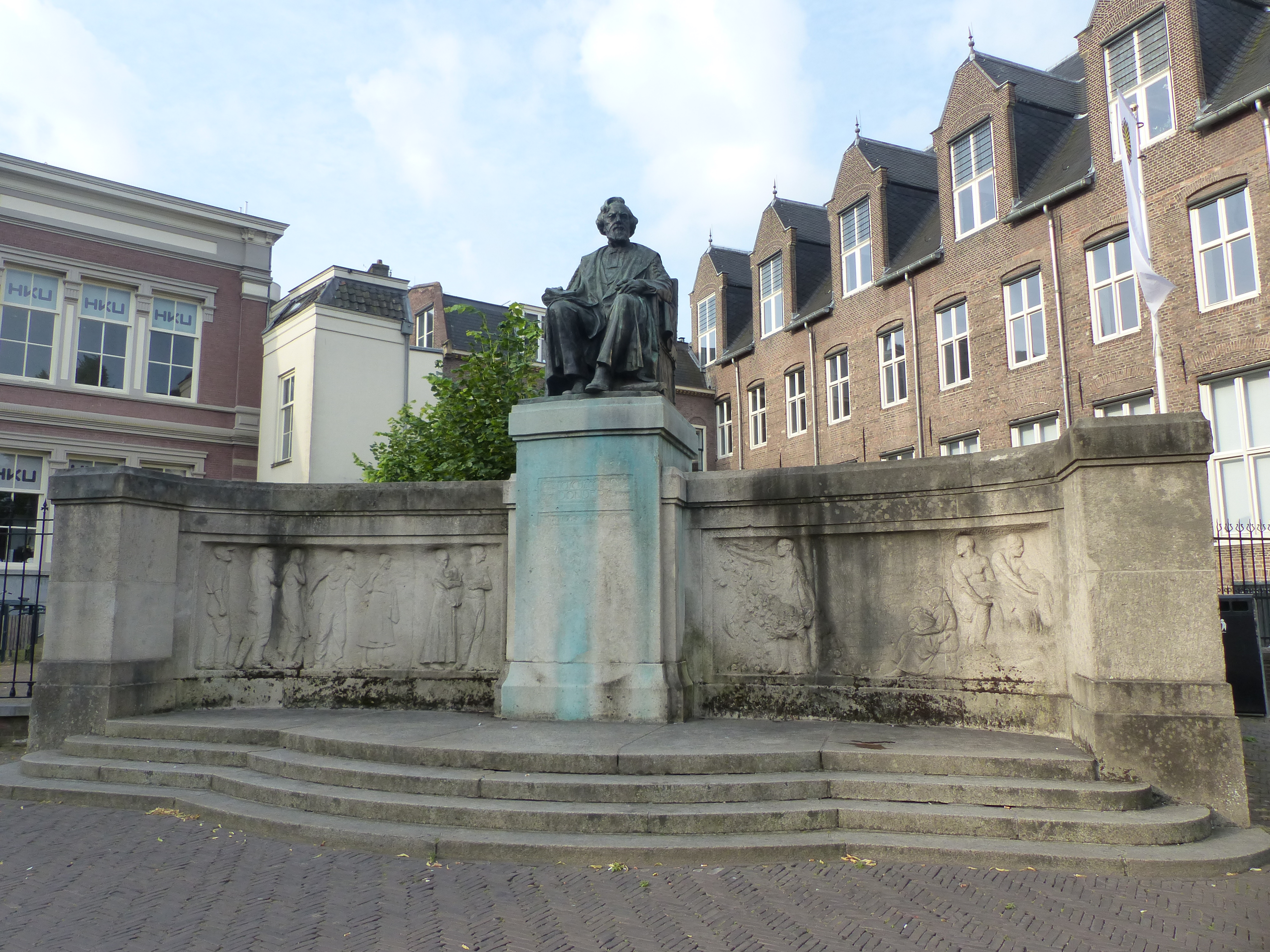
Пам'ятник Франциску Дондерсу в Утрехті, скульптор Дюпюї

Іменем Дондерса названі Інститут мозку, пізнання та поведінки в Радбоуд-університеті в Неймегені, кафедра Дондерса в Утрехтському університеті та Фонд Дондерса, заснований у 1889 році для сприяння підготовці фізіологів та офтальмологів.

## Ушанування пам'яті
1921 року в Утрехті на Janskerkhof був встановлений пам'ятник Ф. К. Дондерсу роботи нідерландського скульптора Тона Дюпюї, подарований місту Нідерландським товариством сприяння медицині. Пам'ятник складається з бронзової статуї Дондерса, розміщеної на гранітному постаменті. Обабіч постаменту — рельєфи із зображенням сліпих і робітників.
На місці його народження у Тілбурзі на вулиці Нювландстраат встановлено меморіальну дошку. Його іменем названі вулиці в Тілбурзі, Утрехті, Амстердамі, Гілверсумі, Гронінгені, Неймегені, Влардінгені та інших містах Нідерландів.

## Вибрані праці
- Donders, Franciscus C. en A. F. Bauduin. Handleiding tot de natuurkunde van den gezonden mensch. Utrecht, Amsterdam, 1851—1853.
- Donders, Franciscus C. 1852. De voedingsbeginselen: Grondslagen eener algemeene voedingsleer. Tiel
- Donders, Franciscus C.Astigmatisme en cilindrisch glazen. Van der Post, Utrecht 1862. (Digitalisat)
- Donders, Franciscus C. On the anomalies of accomodation and refraction of the eye: With a Preliminary Essay on Physiological Dioptrics. London: The New Sydenham Society, 1864.
- Donders, Franciscus C.On the rhythm of the Sound of the heart. In: Dublin Quart. Med. SC.. 1868, 89, S. 225.
- Franciscus Cornelis Donders: On the speed of mental processes, 1869. Vertaald door W.G. Koster (1969). Attention and Performance 2. p. 412—431. Amsterdam: North Holland.